# Liste d'élections infranationales en 2023
Chronologie des élections infranationales
- 2019
- 2020
- 2021
- 2022
- 2023
- 2024
- 2025
- 2026
- 2027

Cette liste recense les élections infranationales organisées durant l'année 2023. Elle inclut les élections (territoriales, régionales, municipales, ...) et référendums locaux dans les territoires faisant partie d'États souverains,.
Les scrutins nationaux ou dans des territoires sécessionnistes sont répertoriés dans la liste d'élections nationales en 2023.

## Par mois

### Janvier
| Date       | Pays           | Élections  | Contexte         | Résultats |
| ---------- | -------------- | ---------- | ---------------- | --- |
| 29 janvier | Basse-Autriche | Régionales | Land d'Autriche. | Le Parti populaire (ÖVP), au pouvoir depuis 1945, réalise son plus mauvais résultat historique, passant sous les 40 % des voix. Le Parti social-démocrate (SPÖ) perd son statut de deuxième force politique au profit du Parti de la liberté (FPÖ), auteur d'une percée en recueillant près d'un quart des suffrages exprimés. |

### Février
| Date       | Pays          | Élections                | Contexte                                                                   | Résultats |
| ---------- | ------------- | ------------------------ | -------------------------------------------------------------------------- | --- |
| 5 février  | Équateur      | Municipales Provinciales |                                                                            | Le Mouvement de la révolution citoyenne de l'ancien président Rafael Correa est le grand vainqueur de ce scrutin en remportant 9 préfectures sur 23 et les deux principales villes du pays, Quito et Guayaquil. Le parti CREO du président Guillermo Lasso essuie en revanche une sévère défaite.                                                                                      |
| 6 février  | Éthiopie      | Référendum               | Porte sur la création d'une région à part entière appelée Éthiopie du Sud. | La proposition est approuvée à plus de 95 % des voix. |
| 12 février | Latium        | Régionales               | Région d'Italie.                                                           | Le président sortant de centre gauche, Nicola Zingaretti, ne se représente pas. La coalition de centre droit, dans l'opposition depuis dix ans, remporte la majorité absolue, le parti Frères d'Italie (FDI) devançant largement la Ligue (Lega) et Forza Italia (FI). Francesco Rocca est élu président de la Région.                                                                 |
| 12 février | Lombardie     | Régionales               | Région d'Italie.                                                           | La coalition de centre droit conserve sa majorité absolue, mais en son sein, le parti Frères d'Italie (FDI) devance la Ligue (Lega), du président sortant et réélu, Attilio Fontana. |
| 12 février | Berlin        | Régionales               | Land d'Allemagne. Répétition des élections annulées de 2021.               | L'Union chrétienne-démocrate (CDU) arrive en tête du scrutin, pour la première fois depuis 1999. Deuxième, le Parti social-démocrate devance Les Verts d'une centaine de voix seulement. Dans l'ensemble, les trois partis de la coalition au pouvoir conservent leur majorité absolue.                                                                                                |
| 12 février | Bâle-Campagne | Cantonales               | Canton suisse.                                                             | L'Union démocratique du centre (UDC) arrive en tête avec 21 sièges des 90 à pourvoir au Landrat. Le Parti socialiste et Les Verts perdent quelques sièges tandis que les Vert'libéraux progressent. Au Conseil d'État, l'UDC perd son siège au profit du Parti évangélique. L'UDC est ainsi le premier parti au parlement cantonal mais n'est pas représenté au gouvernement cantonal. |
| 12 février | Zurich        | Cantonales               | Canton suisse.                                                             | Le Conseil cantonal demeure de justesse à majorité de centre gauche avec 91 sièges sur 180, contre 94 lors de la législature précédente. L'intégralité des membres sortants du Conseil d'État (gouvernement cantonal) sont réélus. |
| 16 février | Tripura       | Législatives (en)        | État de l'Inde.                                                            | Le BJP, au pouvoir depuis 2018, observe un tassement mais conserve sa majorité absolue au parlement de l'État avec 32 sièges sur 60. Les élections voient l'émergence du Tipra Motha Party, formation nationaliste tripuri fondée en 2019, qui emporte 13 sièges. |
| 27 février | Meghalaya     | Législatives (en)        | État de l'Inde.                                                            | L'Alliance démocratique du Meghalaya dirigée par le Parti national populaire et parti en formation séparée lors du scrutin, accroît sa majorité absolue à l'Assemblée législative. Conrad Sangma demeure ministre en chef dans l'État. |
| 27 février | Nagaland      | Législatives (en)        | État de l'Inde.                                                            | L'Alliance démocratique du Nord-Est dirigée par le Bharatiya Janata Party et le Parti nationaliste démocrate progressiste accroît sa majorité absolue à l'Assemblée législative. Neiphiu Rio demeure ministre en chef dans l'État. |

### Mars
| Date    | Pays                         | Élections      | Contexte          | Résultats |
| ------- | ---------------------------- | -------------- | ----------------- | --- |
| 5 mars  | Carinthie                    | Régionales     | Land d'Autriche.  | Le SPÖ se maintient comme la première force politique avec 38,92 % des voix, mais subit de lourdes pertes par rapport au scrutin précédent. Les autres principaux partis bénéficient de cette chute des sociaux-démocrates, en particulier la Team Carinthie, qui passe pour la première fois la barre des 10 % et remporte deux sièges supplémentaires. Le FPÖ réalise un résultat satisfaisant avec 25 % des voix, tandis que l'ÖVP est en légère hausse avec 17 % des voix.                                                                        |
| 5 mars  | Lituanie                     | Municipales    |                   | Le LSPD arrive en tête avec 17 maires élus. Le TS-LKD termine deuxième mais remporte la mairie de la capitale Vilnius. |
| 5 mars  | Liechtenstein                | Municipales    |                   | L'Union patriotique sort vainqueur du scrutin en remportant quatre postes supplémentaires de bourgmestres au détriment du Parti progressiste des citoyens. La composition des conseils municipaux restent sensiblement les mêmes par rapport aux dernières élections, avec une augmentation du nombre de membres des Démocrates pour le Liechtenstein. |
| 12 mars | Appenzell Rhodes-Intérieures | Cantonales     | Canton suisse.    | |
| 15 mars | Pays-Bas                     | Provinciales   |                   | Les résultats mènent à bouleversement des rapports des forces en présence. Avec 20% des suffrages exprimés, le Mouvement agriculteur-citoyen (BBB) de Caroline van der Plas, fondé en 2019, devient la première force politique des Pays-Bas avec une majorité chaque province. Les autres forces politiques pâtissent de la percée du BBB, en particulier l'Appel chrétien-démocrate et le Forum pour la démocratie qui s'effondre par rapport à sa victoire en 2019. Les partis JA21 et Volt font également leur entrée dans les États provinciaux. |
| 18 mars | Nigeria                      | Gouvernorales  |                   | Le Congrès des progressistes se maintient en conservant dix-neuf gouverneurs. Le Parti démocratique populaire cependant en perd deux. Le Parti travailliste dans l'État de Kano et le Nouveau parti populaire du Nigeria dans l'État d'Abia, remporte chacun un poste de gouverneur. |
| 19 mars | Monaco                       | Municipales    |                   | La liste L'évolution communale (EC) du maire sortant Georges Marsan, en place depuis 2003, remporte le scrutin en l'absence d'opposants. |
| 25 mars | Nouvelle-Galles du Sud       | Parlementaires | État d'Australie. | Alternance. Le Parti travailliste remporte le scrutin, pour la première fois depuis douze ans, face à la Coalition (Libéral et national) du Premier ministre Dominic Perrottet. Ce dernier est remplacé par le chef des travaillistes, Chris Minns. |
| 26 mars | Berlin                       | Référendum     | Land d'Allemagne. | Le "oui" l'emporte à 51,06 %, mais avec seulement 18,19 % des inscrits ont votés, en deçà des 25 % requis. Le référendum échoue donc. |
| 26 mars | Turkménistan                 | Municipales    |                   | Avec un taux de participation de 91,12 %, sur les 2 516 candidats aux élections, 240 sont élus dans les conseils provinciaux et 960 sont élus dans les conseils des districts avec le conseil municipal d'Achgabat compris. |

### Avril
| Date      | Pays                      | Élections       | Contexte                              | Résultats |
| --------- | ------------------------- | --------------- | ------------------------------------- | --- |
| 2 avril   | Genève                    | Cantonales      | Canton suisse.                        | Le Grand Conseil sort nettement renforcé à droite malgré un recul du PLR et du Centre, compensé par la progression de l'UDC, du MCG et l'entrée surprise du parti Libertés et justice sociale au parlement cantonal. Au Conseil d'État, une alliance formée par les partis allant du centre droit à la droite entraîne le basculement de la majorité du gouvernement au centre droit. À gauche, Les Verts perdent un siège.          |
| 2 avril   | Lucerne                   | Cantonales      | Canton suisse.                        | |
| 2 avril   | Tessin                    | Cantonales      | Canton suisse.                        | Le Grand Conseil sort très fragmenté et sans majorité. Le Parti libéral-radical en baisse demeure la première force suivi du Centre qui se maintient. L'Union démocratique du centre remporte trois sièges supplémentaire au détriment de la Lega. Au Conseil d'État, le Parti socialiste conserve son unique siège, les autres conseillers d'État sortants sont tous reconduits dans leur fonction.                                 |
| 2-3 avril | Frioul-Vénétie Julienne   | Régionales      | Région d'Italie à statut spécial.     | La coalition de centre droit conserve sa majorité absolue et Massimiliano Fedriga est réélu président de la région. |
| 3 avril   | Île-du-Prince-Édouard     | Législatives    | Province du Canada.                   | Le Parti progressiste-conservateur du Premier ministre sortant, Dennis King, est reconduit à une large majorité. |
| 9 avril   | Japon                     | Municipales     |                                       | Le Parti libéral-démocrate au pouvoir remporte une large victoire avec plus de la moitié des sièges des assemblées préfectorales et six gouverneurs sur les neuf à pourvoir. |
| 16 avril  | Polynésie française       | Territoriales   | Pays d'outre-mer de France.           | 2e tour le 30 avril. Alternance. Le Tavini huiraatira l'emporte au second tour avec 44 % des voix, contre 38 % au Tapura huiraatira au pouvoir. Il obtient une large majorité à l'Assemblée de la Polynésie française. Le 12 mai, Moetai Brotherson est élu président de la Polynésie française par l'Assemblée. |
| 23 avril  | Salzbourg                 | Régionales      | Land d'Autriche.                      | La coalition du Landeshauptmann, Wilfried Haslauer, perd sa majorité : le Parti populaire (ÖVP) arrive en tête, en net recul, tandis que NEOS disparaît du Landtag. Le Parti communiste y fait son entrée avec plus de 11 % des voix. Wilfried Haslauer demeure Landeshauptmann, en formant un gouvernement de coalition avec le Parti de la liberté d'Autriche (FPÖ).                                                               |
| 23 avril  | Kosovo                    | Municipales     |                                       | |
| 24 avril  | Îles Vierges britanniques | Législatives    | Territoire d'outre-mer du Royaume-Uni | Assemblée sans majorité. Le Parti des îles Vierges (VIP) au pouvoir arrive largement en tête mais perd sa majorité absolue des sièges, ouvrant la voie à la formation d'un gouvernement de coalition. L'opposition n'étant pas parvenue à s'unir, le VIP bénéficie cependant du ralliement d'une élue du Parti démocratique national (NDP), Lorna Smith, permettant à Natalio Wheatley de se maintenir au poste de Premier ministre. |
| 30 avril  | Gagaouzie                 | Gouvernorale    | Région autonome de Moldavie.          | 2d tour le 14 mai |
| 30 avril  | Paraguay                  | Départementales |                                       | Le Parti colorado maintient sa domination dans les assemblées et remporte 15 des 17 postes de gouverneurs, les deux derniers revenant au PLRA. |

### Mai
| Date      | Pays                | Élections              | Contexte | Résultats |
| --------- | ------------------- | ---------------------- | --- | --- |
| 4 mai     | Royaume-Uni         | Locales                | Renouvellement, total ou partiel, des conseils de districts métropolitains et non métropolitains, d'autorités unitaires et de certains maires. | Ces élections, les premières qu'aient connu le Parti conservateur sous la direction de Rishi Sunak, se révèlent une sévère défaite, les conservateurs perdant plus de mille sièges de conseillers locaux au profit des travaillistes de Keir Starmer et des libéraux-démocrates d'Edward Davey. |
| 6 mai     | Tasmanie            | Sénatoriales           | État d'Australie. Renouvellement partiel au scrutin direct.                                                                                    | L'intégralité des conseillers sortants se représentant sont reconduit à l'issue du scrutin. |
| 10 mai    | Karnāṭaka           | Législatives (en)      | État de l'Inde. | Le Congrès national indien remporte largement les élections en obtenant 135 des 224 sièges à pourvoir. Le Bharatiya Janata Party et le Janata Dal (Secular) concèdent leur défaite, terminant respectivement deuxième et troisième. |
| 12 mai    | Polynésie française | Présidentielle         | Pays d'outre-mer de France. Suffrage indirect.                                                                                                 | Après la victoire du parti indépendantiste Tavini Huiraatira aux élections territoriales d'avril 2023, l'Assemblée élit à la présidence Moetai Brotherson, qui provoque ainsi une alternance en remplaçant Édouard Fritch, du Tapura huiraatira. |
| 13 mai    | Mauritanie          | Régionales Municipales | | Le scrutin est largement remporté par le Parti de l'équité au pouvoir. |
| 14 mai    | Gagaouzie           | Gouvernorale           | Région autonome de Moldavie. 2d tour. | Evghenia Guțul, candidate du Parti Șor (PȘ), est élue avec 52,34 % des voix face à Grigorii Uzun, candidat du PSRM qui obtient 47,66 % des voix. |
| 14 mai    | Schleswig-Holstein  | Communales             | Land d'Allemagne. | La CDU et le SPD enregistre une baisse des voix au profit de l'AfD et des Verts. |
| 14 mai    | Brême               | Régionales             | Land d'Allemagne. | Le Parti social-démocrate retrouve la première place dans ce Land qu'il gouverne sans interruption depuis la fin de la Seconde Guerre mondiale. Le président social-démocrate sortant, Andreas Bovenschulte, reconduit sa coalition avec Les Verts et Die Linke. |
| 14 mai    | Albanie             | Municipales            | | Le Parti socialiste du Premier ministre Edi Rama l'emporte largement en détenant la majorité des régions. |
| 14-15 mai | Italie              | Municipales            | | |
| 18 mai    | Irlande du Nord     | Locales                | Nation constitutive du Royaume-Uni. | Le Sinn Féin sort gagnant des élections. |
| 20 mai    | Gambie              | Municipales            | | Le Parti démocratique unifié sort victorieux en remportant la totalité des grandes villes du pays, dont Brikama et la capitale Banjul. À l'inverse, le scrutin est un revers pour le Parti national du peuple du président Adama Barrow. |
| 25 mai    | Tonga               | Municipales            | | |
| 28 mai    | Espagne             | Régionales Municipales | Toutes les communes du pays et douze parlements de communauté autonome sur dix-sept.                                                           | Le Parti populaire (centre droit libéral-conservateur) devance le Parti socialiste, remportant la présidence de huit communautés autonomes, soit six de plus qu'en 2019, dont la Communauté valencienne et le bastion socialiste d'Estrémadure. Il conserve les mairies de Madrid, Saragosse et Malaga, et reconquiert celles de Valence, Séville, Murcie et Palma. Le Parti socialiste se maintient au pouvoir dans ses fiefs des Asturies et de Castille-La Manche, et reprend la mairie de Barcelone à la faveur d'une alliance de circonstances. Les indépendantistes catalans perdent les mairies de Lérida et Tarragone. |
| 29 mai    | Alberta             | Législatives           | Province du Canada. | Le Parti conservateur uni (PCU), emmené par la Première ministre Danielle Smith, remporte le scrutin mais essuie cependant un net recul, alors que le Nouveau Parti démocratique (NPD) progresse en voix comme en sièges. Aucun autre parti ne parvient à obtenir des élus à l'Assemblée législative. |

### Juin
| Date       | Pays         | Élections   | Contexte | Résultats |
| ---------- | ------------ | ----------- | --- | --- |
| 4 juin     | Allemagne    | Locales     | Élection du Landrat de Main-Taunus-Kreis et du bourgmestre de Schwerin                                                  | Le sortant Michael Cyriax (CDU) reste Landrat de Main-Taunus-Kreis. Le bourgmestre sortant de Schwerin Badenschier (SPD) est en ballotage face au candidat de l'AfD. |
| 11 juin    | Luxembourg   | Communales  | | Malgré un score en baisse, le CSV arrive en tête du scrutin en remportant un peu moins d'un tiers des sièges de conseillers communaux suivi du LSAP et du DP. |
| 11 juin    | Allemagne    | Locales     | Élection du Landrat de Sonneberg                                                                                        | Le candidat de l'AfD Sesselmann remporte près de 47% des voix et se retrouve en ballotage. |
| 12 juin    | Guyana       | Municipales | Reportées depuis 2021.                                                                                                  | |
| 18 juin    | Allemagne    | Locales     | Élection du Landrat de Cochem-Zell et du bourgmestre de Mannheim. Second tour de l'élection du bourgmestre de Schwerin. | Anke Beilstein (CDU) reste Landrätin de Cochem-Zell face à la candidate SPD Sonja Bräuer. Le bourgmestre sortant de Mannheim Christian Specht est en ballotage avec 46% des voix. Rico Badenschier (SPD) est largement réélu bourgmestre de Schwerin avec 68% des voix.         |
| 22 juin    | Qatar        | Municipales | | Du fait de l'absence de parti politique dans le pays, tous les candidats élus sont indépendants. Contrairement aux élections de 2019, aucune femme n'est élue. |
| 24 juin    | Sierra Leone | Municipales | | |
| 25 juin    | Guatemala    | Municipales | | Le parti Vamos remporte plus d'un tiers des municipalités. |
| 25 juin    | Allemagne    | Locales     | Élection du bourgmestre de Frankenthal, second tour de l'élection du Landrat de Sonneberg.                              | |
| 25-26 juin | Molise       | Régionales  | Région d'Italie. | Le président sortant de centre droit, Donato Toma, ne se représente pas. La coalition de centre droit, conserve sa majorité absolue, le parti Frères d'Italie (FDI) devançant largement la Ligue (Lega) et Forza Italia (FI). Francesco Roberti est élu président de la région. |

### Août
| Date    | Pays              | Élections                   | Contexte                     | Résultats |
| ------- | ----------------- | --------------------------- | ---------------------------- | --- |
| 14 août | Trinité-et-Tobago | Municipales                 | Concernent l'île de Trinité. | Les résultats mènent à une égalité parfaite en termes de sièges entre le Mouvement national du peuple au pouvoir dans le pays, face au Congrès national uni, le principal parti d'opposition. |
| 23 août | Zimbabwe          | Municipales                 |                              | |
| 26 août | Gabon             | Départementales Municipales |                              | L'annonce des résultats des élections est annulée à la suite d'un coup d'État dans le pays.                                                                                                   |

### Septembre
| Date         | Pays          | Élections                | Contexte                                                                            | Résultats |
| ------------ | ------------- | ------------------------ | ----------------------------------------------------------------------------------- | --- |
| 2 septembre  | Côte d'Ivoire | Municipales Régionales   |                                                                                     | Le parti du président Alassane Ouattara, le Rassemblement des houphouëtistes pour la démocratie et la paix (RHDP), termine largement en tête avec 27 des 31 régions et 123 des 201 communes remportées. Ses résultats permettent aux RHDP de maintenir majorité aux élections sénatoriales organisées deux semaines plus tard.                                                                   |
| 10 septembre | Russie        | Gouvernorales Régionales | Concernent plusieurs sujets de la fédération de Russie. Scrutin direct et indirect. | Dans un contexte de régime autoritaire, le parti du président Vladimir Poutine Russie unie, remporte les élections en s'accaparant tous les parlements régionaux qui étaient en jeu ainsi que presque tous les gouverneurs. |
| 11 septembre | Norvège       | Municipales Régionales   |                                                                                     | Pour la première fois depuis 1924, le Parti conservateur arrive en tête d'un scrutin, place habituellement occupée par le Parti travailliste. Le Parti conservateur remporte les principales villes du pays comme Bergen ou la capitale Oslo. |
| 17 septembre | Arménie       | Municipales              | Concerne la capitale du pays Erevan.                                                | Marqué par une forte abstention, le parti au pouvoir du Contrat civil ne parvient pas à obtenir la majorité absolue des voix nécessaire pour faire automatiquement élire maire sa tête de liste. Cependant, alors que l'opposition est majoritaire au conseil d'Erevan avec 33 sièges sur 65, le Contrat civil et son allié République parvienne à réélire Tigran Avinian à la tête de la ville. |
| 24 septembre | Madère        | Régionales               | Région autonome du Portugal.                                                        | La coalition sortante Nous sommes Madère termine largement en tête avec 43,13 % des voix mais perd sa majorité absolue d'un siège. Le PS s'effondre au profit d'Ensemble pour le peuple, qui progresse, et du Chega, qui fait son entrée à l'assemblée régionale. |

### Octobre
| Date       | Pays               | Élections              | Contexte                                  | Résultats |
| ---------- | ------------------ | ---------------------- | ----------------------------------------- | --- |
| 3 octobre  | Manitoba           | Législatives           | Province du Canada.                       | Alternance. Le Nouveau Parti démocratique remporte le scrutin et défait le Parti progressiste-conservateur au pouvoir depuis 2016. |
| 8 octobre  | Bavière            | Régionales             | Land d'Allemagne.                         | L'Union chrétienne-sociale (CSU), au pouvoir depuis 1957, arrive de nouveau en tête. Sa coalition avec les Électeurs libres (FW), formée cinq ans plus tôt, renforce sa majorité. Le 31 octobre 2023, après que la CSU et les FW ont reconduit leur coalition, Markus Söder est réélu ministre-président par le Landtag.                                                  |
| 8 octobre  | Hesse              | Régionales             | Land d'Allemagne.                         | L'Union chrétienne-démocrate (CDU), au pouvoir depuis 1999, arrive de nouveau en tête. L'Alternative pour l'Allemagne (AfD) devient le deuxième parti du Land. La coalition entre la CDU et Les Verts, formée depuis dix ans, renforce sa majorité. Boris Rhein (CDU) demeure ministre-président en formant un gouvernement de coalition avec le Parti social-démocrate.  |
| 8 octobre  | Grèce              | Locales                |                                           | |
| 11 octobre | Mozambique         | Municipales            |                                           | |
| 15 octobre | Îles Åland         | Législatives           | Province autonome suédophone de Finlande. | Les Libéraux l'emportent à la majorité relative au détriment du Centre qui était arrivé en tête lors du scrutin précédent. Les autres partis progressent légèrement ou conservent leur représentation au parlement. Katrin Sjögren (Libéraux) redevient Première ministre en formant un gouvernement de coalition avec les Libéraux, le Centre et les Sociaux-démocrates. |
| 22 octobre | Trentin-Haut-Adige | Régionales             | Région d'Italie à statut spécial.         | Dans la province autonome de Bolzano, l'assemblée élu sort sans majorité. Le Parti populaire sud-tyrolien (centre gauche) demeure majoritaire mais en légère baisse. Dans la province autonome de Trente, la Coalition de centre droit (centre droit à extrême droite) remporte la majorité absolue au conseil provincial ainsi que la présidence de la province.         |
| 28 octobre | Timor oriental     | Municipales            |                                           | |
| 29 octobre | Bulgarie           | Municipales            |                                           | |
| 29 octobre | Colombie           | Régionales Municipales |                                           | Le scrutin constitue une défaite pour le Pacte historique qui est battu dans les principales villes du pays, dont Bogota, Cali et Medellin. |

### Novembre
| Date        | Pays                      | Élections         | Contexte            | Résultats |
| ----------- | ------------------------- | ----------------- | ------------------- | --- |
| 5 novembre  | Moldavie                  | Municipales       |                     | Le Parti action et solidarité (PAS) de la présidente Maia Sandu arrive largement en tête au niveau national avec plus de 40 % des voix et l'emporte dès le premier tour dans 244 municipalités sur 898. Le PAS échoue cependant dans plusieurs grandes villes dont la capitale Chișinău, remportée par le maire sortant Ion Ceban et son Mouvement alternatif national (MAN). |
| 14 novembre | Territoires du Nord-Ouest | Législatives      | Province du Canada. | Il n'existe pas de partis politiques dans les Territoires du Nord-Ouest, tous les élus sont des indépendants. R.J. Simpson devient Premier ministre dans le cadre d'un gouvernement de consensus. |
| 17 novembre | Chhattisgarh              | Législatives (en) | État de l'Inde.     | Alternance. Le Bharatiya Janata Party remporte la majorité absolue des sièges à l'Assemblée législative au détriment du Congrès national indien. |
| 17 novembre | Madhya Pradesh            | Législatives (en) | État de l'Inde.     | Le Bharatiya Janata Party remporte la majorité absolue des sièges à l'Assemblée législative au détriment du Congrès national indien. |
| 26 novembre | Corée du Nord             | Locales           |                     | Les élections sont organisées dans le cadre d'un système à Parti unique, le pays étant explicitement « sous la direction du Parti du travail de Corée » par la constitution de 1972. |

### Décembre
| Date        | Pays                             | Élections                | Contexte | Résultats |
| ----------- | -------------------------------- | ------------------------ | -------- | --- |
| 17 décembre | Andorre                          | Municipales              |          | Les listes présentées par le Démocrates pour Andorre au pouvoir, remporte quatre paroisses sur sept mais perd la capitale Andorre-la-Vieille au profit d'une liste d'opposition du Parti social-démocrate et du parti Concorde.                                                     |
| 17 décembre | Serbie                           | provinciales Municipales |          | La coalition autour du Parti progressiste serbe au pouvoir remporte la très grande majorité des municipalités en jeux ainsi que la majorité absolue à l'Assemblée de Voïvodine. Le scrutin est marqué par l'émergence de la coalition d'opposition de la Serbie contre la violence. |
| 18 décembre | Irak                             | Provinciales             |          | |
| 19 décembre | Ghana                            | Municipales              |          | |
| 20 décembre | République démocratique du Congo | Provinciales Municipales |          | |
| 24 décembre | Tunisie                          | Locales                  |          | Second tour le 4 février 2024. Le scrutin est marqué par un très faible taux de participation de 11 %. |